# Alfonso Carafa (duca di Nocera)
Alfonso Carafa della Stadera, duca di Nocera (XVI secolo – Nocera dei Pagani, 1581), fu il quarto conte di Soriano Calabro.

## Biografia

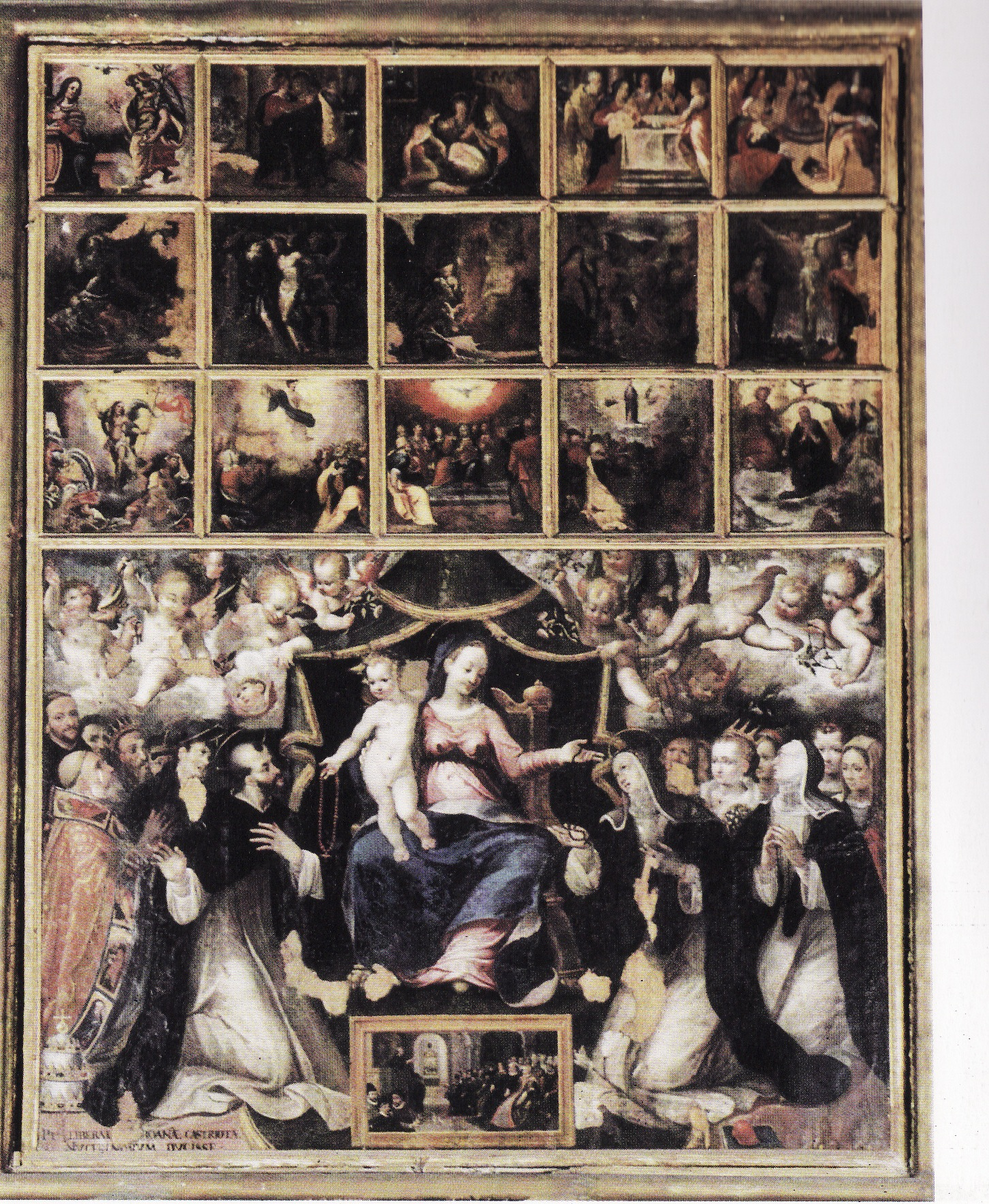
Aert Mytens, Madonna del Rosario. Nella predella in fondo al quadro sono ritratti il duca Alfonso e la moglie

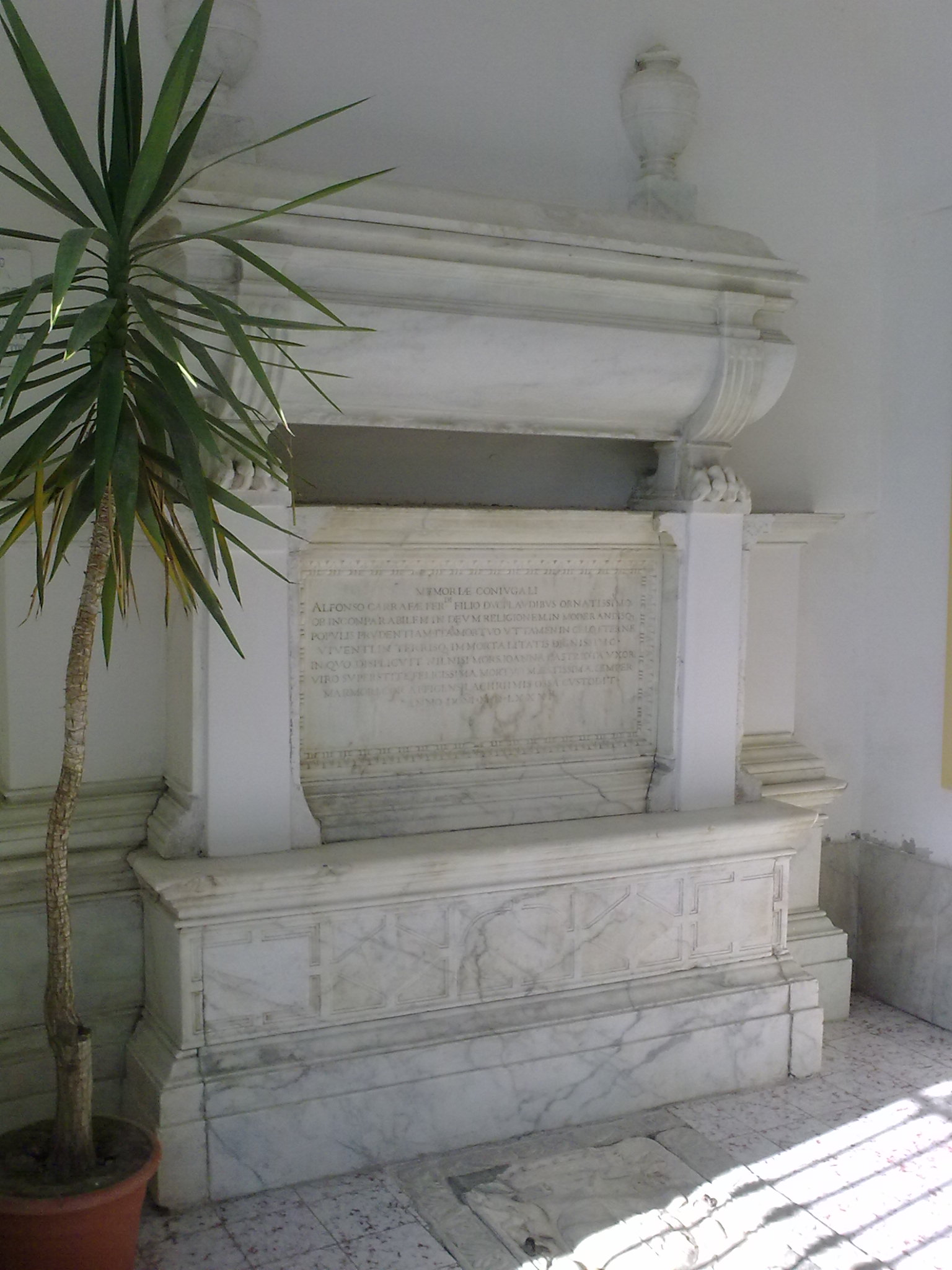
il monumento funerario del duca Alfonso Carafa

Figlio primogenito di Ferdinando I Carafa, secondo duca di Nocera, e della nobildonna Eleonora Concublet, rampollo della nobile famiglia napoletana dei Carafa della Stadera (o Caraffa), Alfonso fu il terzo duca di Nocera dei Pagani e il quarto conte di Soriano Calabro.

### Il matrimonio con Giovanna Branai Castriota
Sposò Giovanna Branai Castriota, 2ª Marchesa di Città Sant'Angelo, figlia ed erede del Marchese Ferrante e di Camilla di Capua dei Conti di Palena (morta nel febbraio del 1592), già vedova di suo cugino Giovanni Branai Castriota dei Conti di Atripalda, discendenti di Vrana Konti.
Ebbero almeno quattro figli:
- Alfonso († 1581);
- Ferdinando II († 11 set 1593) che sposò Anna Clarice Carafa, figlia di Antonio, terzo principe di Stigliano e terzo Duca di Mondragone, e di Ippolita Gonzaga dei Principi di Molfetta ;
- Camilla, che sposò Ferrante Caracciolo († 1596), 1º duca di Airola;
- Pompeo I (†1623) che sposò Isabella Pappacoda, figlia di Giovanni Lorenzo e di Beatrice Acquaviva d'Aragona
- Antonio che sposò Ippolita Pappacoda, sorella di Isabella;

Alla lodatissima Giovanna furono dedicati una serie di sonetti, pubblicati alla fine del Cinquecento a cura di Sertorio Quattromani (Cosenza 1541-1607), alle quali partecipò involontariamente anche Galeazzo di Tarsia.
In una piccola predella inserita nella tavola fiamminga Aert Mytens della Madonna del Rosario, conservata nella Cattedrale di Nocera Inferiore è raffigurata l'intera corte del duca Alfonso Carafa e della moglie Giovanna Branai Castriota, nell'intento di ascoltare la predica di San Domenico.

### La corte del duca
Alla corte di Alfonso trovò protezione il filosofo calabrese Bernardino Telesio, che fu a lungo ospite del duca (dal 1544 al 1550 e vi stette ancora dal 1565) e precettore del figlio Ferdinando II. Questa circostanza permise al filosofo cosentino di trovare il raccoglimento necessario per la sua opera maggiore: il De rerum natura iuxta propria principia ("Intorno alla natura delle cose secondo i loro principi"), che il filosofo dedicò al figlio di Alfonso, Ferrante.
Grazie alla dote che gli portò la moglie, Alfonso comprò diversi feudi, tra i quali il passo delle Camerelle (da Giovanni Battista Brancaccio) per la somma di 8.500 ducati; il marchesato di Civita Sant'Angelo e San Pietro di Scafati.
Dal 19 agosto del 1568 ricoprì per due anni la carica di Governatore degli Abruzzi.
Intorno al 1577 terminò la costruzione del convento di Santa Maria del Presepe, costruito nel casale di Fioccano ed affidato all'Ordine di Sant'Agostino.
Alfonso morì nel 1581, e fu sepolto nella chiesetta del convento di Sant'Andrea, che lui stesso fece edificare nel 1563 dedicandolo all'ordine dei cappuccini. Sul monumento funerario a lui dedicato campeggia lo stemma della famiglia Carafa - Branai Castriota.